# ГЕС Outardes 2
ГЕС Outardes 2 — гідроелектростанція у канадській провінції Квебек. Знаходячись після ГЕС Outardes 3, становить нижній ступінь каскаду на річці Outardes, яка за 330 кілометрів на північний схід від міста Квебек впадає ліворуч до річки Святого Лаврентія (дренує Великі озера).
У 1925—1931 роках Паперова компанія Онтаріо (дочірня структура газети Chicago Tribune) звела у нижній течії річки ГЕС Outardes 1. Вона відпрацювала більш ніж півстоліття, допоки не була демонтована в межах спорудження значно більшого об'єкту Outardes 2. Обладнання старої ГЕС продали до Південної Америки, а її гребля просто була затоплена новим водосховищем.
У межах проекту Outardes 2 річку перекрили бетонною гравітаційною греблею висотою 45 метрів та довжиною 1638 метрів. Разом з розташованою трохи вище по лівобережжю допоміжною дамбою висотою 30 метрів та довжиною 2765 метрів вона утримує водосховище з об'ємом 2702 млн м3. Між греблею та дамбою облаштовано водозабір, з якого ресурс подається по тунелю до розташованого за 1,2 км машинного залу, при цьому в системі також працює вирівнювальний резервуар баштового типу.
Основне обладнання станції становлять три турбіни типу Френсіс загальною потужністю 523 МВт, які використовують напір у 82,3 метра.
Відпрацьована вода повертається у річку по відвідному каналу довжиною 1,2 км.